# Spaanse knoflookpad
De Spaanse knoflookpad of Iberische knoflookpad (Pelobates cultripes) is een waterminnende kikker uit de familie knoflookpadden (Pelobatidae).

## Naamgeving
De soort werd voor het eerst wetenschappelijk beschreven door Georges Cuvier in 1829. Oorspronkelijk werd de wetenschappelijke naam Rana cultripes gebruikt.

## Uiterlijke kenmerken
De mannetjes bereiken een lichaamslengte van ongeveer 7 centimeter en de vrouwtjes worden groter tot 8 centimeter met uitschieters tot 10 centimeter. Deze soort is van alle knoflookpadden uit het geslacht Pelobates het makkelijkst te herkennen vanwege de altijd zeer dichte, bruine tot donkerbruine vlektekening die vaak op een nettekening lijkt, doordat de vlekken dicht op elkaar liggen en erg groot zijn. De kleuren zijn echter variabel, van een lichtbruine tot olijfgroene basiskleur en de vlekken op de rug zijn bruin tot zwart. Er komt ook melanisme voor bij deze soort, exemplaren die geheel zwart zijn.

## Verspreiding en habitat
De Spaanse knoflookpad komt voor in grote delen van Spanje, zuidwestelijk Frankrijk en Portugal, en leeft in zeer vochtige gebieden met ondiep water en niet te veel waterplanten in moerassen en poelen. In de noordelijkere delen van het verspreidingsgebied wordt een korte winterslaap gehouden van drie maanden, in Spanje en Portugal niet. Sinds het jaar 2000 tot heden is de populatie van Pelobates cultripes met 30% afgenomen door het verlies van habitat.

## Levenswijze

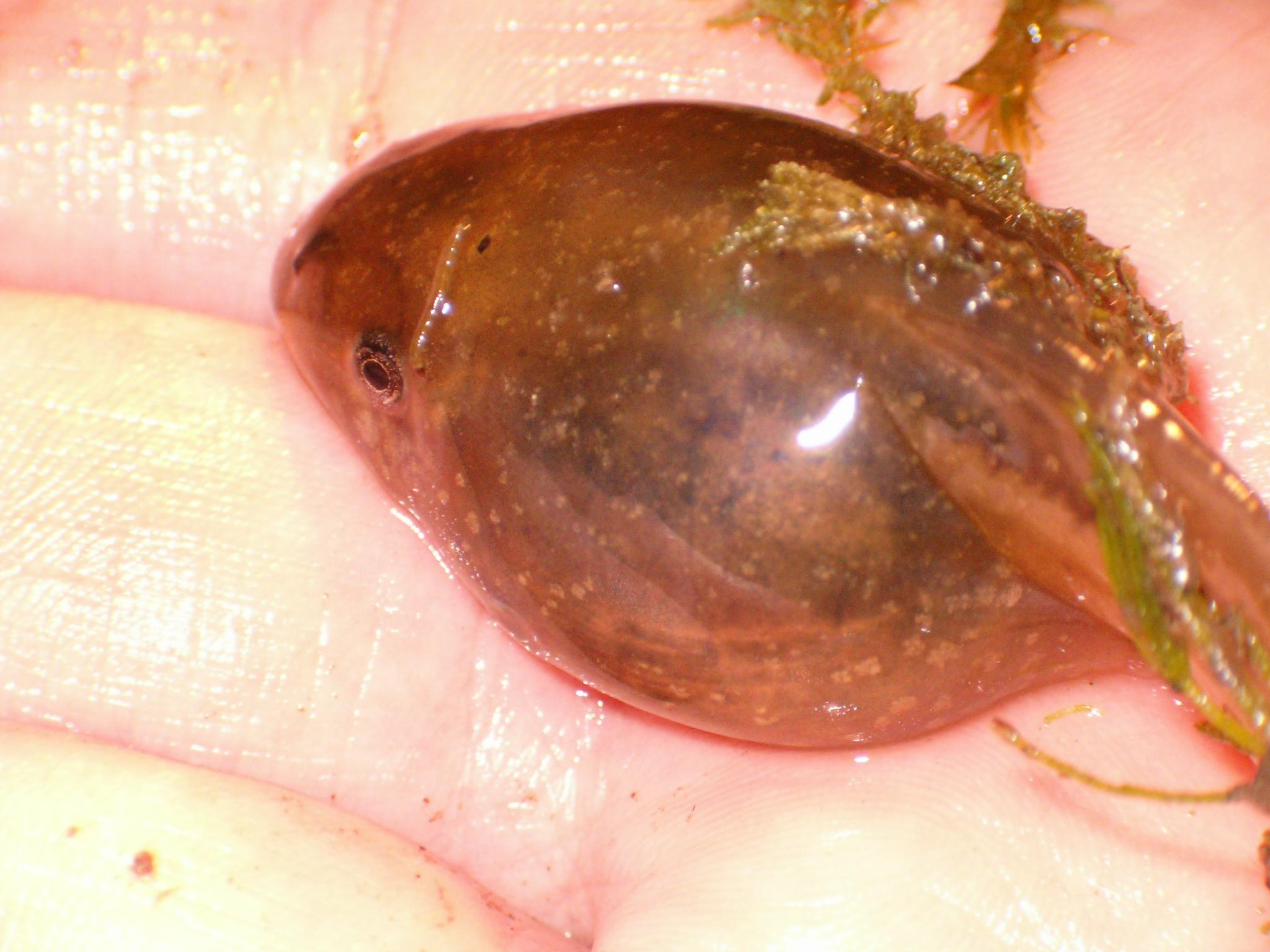
Kop van het kikkervisje.

De vrouwtjes zetten de eieren af in een worstvormige eiersnoer. De larven zijn 4 tot 5 millimeter lang als ze uit het ei kruipen en kunnen tot 12 centimeter lang worden.
Het voedsel bestaat uit wormen, spinnen en insecten. De larven leven voornamelijk van algen, dood materiaal, plantendelen en schimmels. De Spaanse knoflookpad kan in het wild een leeftijd bereiken van vijftien jaar..